# Стерлин, Александр Эммануилович
Александр Эммануилович Сте́рлин (1899—1982) — советский авиаконструктор, специалист в области аэродинамики. Лауреат Ленинской премии.

## Биография
Родился в 1899 году в Конотопе (ныне Сумская область, Украина). Окончил Академию Военно-воздушного флота имени Н. Е. Жуковского (1928).
В 1919—1923 годах участник Гражданской войны, военный комиссар ряда полков. В 1923 — 1925 годах начальник политотдела 23-й Харьковской дивизии.
С 1928 года работал в аэродинамическом отделе ЦАГИ: инженер, старший инженер, начальник секции, зам. начальника секции, зам. начальника отдела, с 1934 года начальник экспериментального аэродинамического отдела. Принимал участие в проектировании самолетов ТБ-3, АНТ-9, АНТ-14, АНТ-20 «Максим Горький», СБ, АНТ-25 «Рекорд дальности», ТБ-7, АНТ-44.
В 1938 году арестован, Работал в ЦКБ-29 НКВД по самолетам «100» (Пе-2) и «103» (Ту-2). В 1941 году освобождён.
В 1938—1971 годах помощник А. Н. Туполева по аэродинамической механике самолетов начиная с Ту-2, был руководителем отдела аэродинамики ОКБ Туполева.
С 1971 года на пенсии, продолжал работать консультантом ОКБ.
Доктор технических наук (1947, по совокупности научных работ по аэродинамике).

## Награды и премии
- два ордена Ленина
- орден Красного Знамени
- орден Отечественной войны I степени (8.8.1947)
- орден Отечественной войны II степени
- орден Трудового Красного Знамени
- орден Красной Звезды
- медали
- Ленинская премия — за участие в создании первого отечественного реактивного пассажирского самолета Ту-104.
- Сталинская премия первой степени (1952) — за работу в самолётостроении